# Who's Who in France
Pour les éditions publiées dans les autres pays, voir Who's Who.
Le Who's Who in France, plus connu en France sous le nom de Who's Who, est un dictionnaire biographique publié depuis 1953, qui contient des biographies de personnes vivantes « qui comptent » en France. Les informations sont présentées comme systématiquement vérifiées.

## Historique

### Who’s Who in France
La première version britannique du Who's Who remonte à 1848, et l'américaine à 1898.
En 1912 et 1924, un ouvrage est publié, intitulé Qui êtes-vous ? Annuaire des contemporains notices biographiques, qui s'inspire du Who's Who anglais.
En 1953, Jacques Lafitte achète le nom Who's Who pour son utilisation sur le territoire français (édition de 1954). Il édite cette même année, pour la première fois et à titre d’essai, le Who’s Who in France. Cette édition se limite au périmètre parisien et comporte 5 000 biographies qualifiées de « nobles » par le quotidien Libération. La plupart des biographies de cette première édition correspondent à des hommes de pouvoir diplômés de grandes écoles, peu de femmes (1 %) et de jeunes, avec une moyenne d'âge de 56 ans.
Les éditions suivantes se succèdent tous les deux ans et sont rapidement épuisées[évasif]. L'édition de 1973 est vendue 250 francs. À partir de 1974, Marie-Thérèse Lafitte poursuit l’œuvre de son mari décédé. 1981 voit une importante recomposition du paysage politique avec les élections législatives, affectant la publication. En 1984, l’entreprise est achetée par Antoine Hébrard (1945-2023). En 1994, René Bargeton publie le Dictionnaire biographique des préfets en indiquant que le Who’s Who [in France] est l’une des sources auxquelles il a eu recours.
Les photographies des intéressés apparaissent dans la 36e édition 2005 éditée en 2004, sous forme de photographies d’identité en noir et blanc.

### Dictionnaire biographique des Français disparus
En 2001, Béatrice et Michel Wattel, en collaboration avec l'équipe rédactionnelle du Who's Who in France publient chez le même éditeur le Dictionnaire biographique des Français disparus ayant marqué le XXe siècle. La moyenne d'âge est descendue à 45 ans, comptant un nombre de femmes plus important mais qui reste marginal, avec seulement 10 % des biographies. La seconde édition, celle de 2005, imprimée l'année précédente, a pour titre Qui était qui, XXe siècle.

## Contenu

### Procédure de sélection des personnalités et de vérification
La rédaction du Who’s Who assure établir chaque année une liste de personnalités représentatives de l’actualité politique, économique, scientifique, culturelle ou sportive. Ces personnalités font l’objet d'un examen par un comité de sélection qui juge de l’intérêt des candidatures et de la pérennité des carrières, en affirmant se fonder sur quatre critères : « la notoriété, l’honorabilité, le mérite et le talent [qui] contribuent à l’activité et au rayonnement de la France ». Ce comité est constitué de membres experts bénévoles et anonymes. La sélection peut se faire en analysant la position institutionnelle, la réputation de pouvoir ou en listant les décisions importantes, signalées en grande partie par la lecture de la presse grand public et par nomenclatures. « Tous les Prix Nobel y étaient avant de recevoir le prix », affirme Antoine Hébrard. Certaines fonctions sont définies comme « indispensables », tels que les préfets. Pour ces fonctions, l'éditeur peut ne pas prendre en compte un éventuel refus de la part de la personnalité, et ces cas ne représentent qu'un dixième des notices. La moitié des noms sont méconnus voire inconnus du grand public. Au rythme d'une demande par semaine, le comité est souvent sollicité, particulièrement par des avocats. La directrice assure que ce ne sont pas les personnalités qui demandent à entrer dans le dictionnaire, mais plutôt le comité qui contacte les intéressés. En effet, seulement 1 % des personnes sont acceptées dans l'annuaire après avoir demandé. Un système de parrainage est aussi présent.
Un processus est effectué en amont de l'ajout. Le candidat reçoit alors un « dossier biographique », questionnaire de quatre pages à compléter. Il porte sur leurs carrière, formation et liens d'amitié ou de parenté. L'étape suivante correspond en la vérification de ce questionnaire, assuré par une quinzaine de personnes du Who's Who lors d'échanges par correspondances. Les dix rédacteurs de la société voient leur travail validé par la personne concernée, qui a ainsi un droit de véto sur les informations anecdotiques qui seront diffusées. Plusieurs fiches ne sont ainsi pas établies, du fait de l'absence de données précises. La fiabilité des éléments biographiques dans ce dictionnaire est donc relative, les notices autodéclaratives étant publiées sous le contrôle des intéressés,. D'où l'importance de ne pas être prisonnier de cette unique source biographique et d'en exploiter plusieurs afin de recouper les informations.
Chaque année, toujours selon la rédaction du Who’s Who, environ 1 000 personnes entrent et 1 000 sortent du répertoire. Un quart seulement des questionnaires reçus donnent lieu à un ajout dans l'édition suivante. Les sortants sont des personnalités décédées, retraitées ou condamnées par la justice. L'inactivité est un autre critère de sortie, à l'inverse de l'investissement bénévole et associatif. Avec ce modèle éditorial, dix mois sont nécessaires pour sélectionner les nouvelles entrées, corriger et mettre à jour les notices existantes. Les deux derniers mois sont consacrés à la création de l'ouvrage. La rédaction du Who’s Who assure que les intéressés ne paient pas pour entrer dans le dictionnaire. Elle indique que cette gratuité de l’insertion assure la qualité et l’objectivité de la sélection.
Afin de repérer toute utilisation non autorisée de cette base de données, le Who’s Who affirme comprendre de fausses biographies. Selon sa directrice Éléonore de Dampierre, « il y a en effet des biographies pièges de personnes qui n’existent nulle part, dans aucun annuaire, club ou répertoire, qui nous permettent de repérer des utilisations préjudiciables de notre base » et grâce auxquelles un concurrent a effectivement été confondu et condamné par la justice.

### Nombre de biographies
L'édition 2018 comporte 22 100 biographies de personnalités françaises et étrangères résidant en France résumées chacune en une dizaine de lignes, nombre qui dépend de l'âge et de la notoriété. Les femmes ne représentent que 27 % des personnalités présentées. La plus jeune est Gabriella Papadakis (22 ans), Georges-Emmanuel Clancier en est le doyen à 103 ans,. Cette édition est vendue 690 euros, pèse 4,2 kg et comporte 2 396 pages. L'édition 2018 se voit bousculée par les nombreux arrivants politiques, en particulier avec 403 nouveaux députés. Le directeur qualifie ce renouvellement important de « pain bénit ». Il est ainsi possible de comparer les éditions de ce dictionnaire à l'évolution de la société.
Depuis cette édition, 12 000 entreprises sont aussi présentes avec leur organigrammes, sélectionnées pour « leur participation au rayonnement de la France ».

### Controverses
La majorité des personnalités contactées acceptent de figurer dans l'ouvrage, mais certains refusent, comme Maurice Lévy, Arielle Dombasle ou Carla Bruni. Après deux ou trois refus, l'éditeur ne renvoie pas de questionnaire. En 1970, la moitié des personnes contactées finissent par être ajoutées dans l'ouvrage.
En avril 2013, Stéphanie Le Bars indique dans Le Monde que le Who’s Who attribuait à tort à Gilles Bernheim (grand-rabbin de France) le titre d’« agrégé de philosophie »,.
Le WW n'est pas infaillible, et peut servir à justifier un emploi fictif : « Au cabinet du maire de Paris, je disposais d’un bureau, d’un secrétariat, d’une ligne téléphonique, d’une carte professionnelle. Le répertoire de la Ville de Paris, ma notice au Who’s Who faisaient clairement état de mes fonctions ».

## Modèle économique
Il est possible d'acheter un abonnement annuel numérique ou papier, édité dans les premières éditions à 2 500 exemplaires puis en augmentation jusque 10 000 exemplaires en 2017. Les lecteurs du site internet ont aussi la possibilité d'acheter une fiche unique. En 2008, le site internet représentait 20 % du chiffre d'affaires de la société. 60 % des personnalités présentes dans le dictionnaire sont les premiers acheteurs d'un volume, et un tiers sont des clients réguliers. Elles ne sont pas obligées de l'acheter, mais celles-ci ont droit à un tarif préférentiel, l'éditeur comptant sur la curiosité des nouveaux arrivants. Le ministère des Affaires étrangères est le client le plus important. Les hommes d'affaires représentent 40 % des ventes, les administrations 20 % et l'étranger 20 %.
Le tarif élevé de l'ouvrage (690 € pour la dernière édition, 540 € en cas de souscription) se justifie « parce qu'il est gros, parce qu'il est beau et parce que la qualité, la fiabilité et la fraîcheur de l’information ont un prix », affirme la directrice, Éléonore de Dampierre.
La publication est ainsi très différente du Bottin mondain : ce dernier fait figurer des personnes sur cooptation, pour leurs relations sociales, alors que le Who's Who décide de manière indépendante de qui il admet, sur des critères de talent et de mérite. Le Who's Who ne se borne pas aux familles qualifiées par le sociologue Olgierd Lewandowski « de la haute société ». En 1974, 28 % des présents dans le WW sont aussi présents dans le Bottin mondain.
Comme de nombreuses autres publications papier, le Who's Who doit faire face à la concurrence des nouveaux médias sur Internet. « Oui, il y a de plus en plus de concurrence, mais cela va de soi avec le développement d’internet » affirme Étienne Prévost, successeur d'Éléonore de Dampierre. Par exemple, le dictionnaire biographique doit se positionner face à l'encyclopédie participative en ligne Wikipédia : « Wikipédia et le Who’s Who, sont complètement différents. [Le dictionnaire établit] ses biographies en collaboration avec la personne concernée », ce qu'il décrit comme un gage de qualité. Enfin, il est aussi possible de le comparer à Wikipédia à partir de son processus de sélection : le comité s'appuie en grande partie sur la lecture des titres de presse grand public, ce qui est identique aux critères d'admissibilité de la plateforme[source insuffisante]. Il est aussi possible de comparer cet ouvrage en tant qu'opposé des réseaux sociaux contemporains, puisque l'admission est fermée et le processus complexe. Ainsi, la marque affirme se différencier de LinkedIn par la sélectivité, la richesse des informations et ses méthodes rigoureuses. Mais Manuela d’Halloy, directrice du dictionnaire, affirme qu'il est difficile pour l'éditeur de vérifier une partie non négligeable des informations notées dans la publication, tels que l'intégralité des emplois de la personne. L'éditeur compte sur les lecteurs pour remonter ces informations erronées. Cette caractéristique rapproche l'encyclopédie participative Wikipédia du dictionnaire, et de ce fait est en contradiction avec l’affirmation d’Étienne Prévost « Le Who’s Who s’impose donc pour certaines utilisations car nous disposons de données vérifiées ».

## Analyse sociologique
Le sociologue Olgierd Lewandowski a fait une analyse de l'édition de 1968 dans la Revue française de sociologie. Il affirme que ce dictionnaire est un miroir de la classe dirigeante, mais donc pas de la société dans son ensemble. L'agriculture, l'industrie et le commerce, qui constituent 80 % de la population active, ne représente que 40 % des personnalités. Le dictionnaire présente seulement 2 % de femmes, sept personnalités sur dix habitent à Paris, 32 % y sont nées, sont d'origine sociale supérieure, ont fait des études supérieures, et 27 % ont moins de cinquante ans.
En 2019, le contenu a évolué, reflétant l'évolution de la société française selon son directeur, avec plus de femmes (22 %), moins d'industriels, banquiers ou propriétaires terriens qui représentaient 90 % des entrées à l'origine, et plus de consultants , de cadres d'entreprises ou de créateurs de start-up représentant la réussite sociale. Plus de 60 % des personnalités présentes habitent à Paris ou Neuilly.

## Marque
La société Lafitte Hébrard SAS est propriétaire des marques « Who’s Who », « Who’s Who in France » et « Qui est qui » pour la France. Pour le reste du monde, d’autres sociétés détiennent ces droits. Ainsi, l’éditeur américain Marquis Who’s Who (en) édite en anglais de nombreux ouvrages ayant des titres tels que Who’s Who in America. Who’s Who in France est depuis 1983 dirigé par Antoine Hébrard. Il meurt le 13 mars 2023.
En mars 2024, la marque est rachetée par Franck Papazian.

## Éditions

### Éditions du «Qui était qui»
- Béatrice et Michel Wattel (en collaboration avec l’équipe rédactionnelle du Who’s Who in France), Who’s Who in France : XXe siècle : dictionnaire biographique des Français disparus ayant marqué le XXe siècle, 1re édition, 2001, Levallois-Perret, éd. Jacques Lafitte, 2040 p., 31 cm  (ISBN 2-85784-039-X)
- Béatrice et Michel Wattel (en collaboration avec l'équipe rédactionnelle du Who’s Who in France), Qui était qui, XXe siècle : dictionnaire biographique des Français disparus ayant marqué le XXe siècle, 2e édition 2005, Levallois-Perret éditions Jacques Lafitte, imprimé en 2004, 1980 pages, 31 cm  (ISBN 2-85784-044-6). Note de l'éditeur: « […] 8 000 biographies constituent cette 2e édition du WHO’S WHO des Disparus du XXe siècle, plus simplement appelé QUI ÉTAIT QUI. […] 1 700 nouvelles biographies se sont ajoutées aux 6 000 de notre première édition, parue à l’occasion du IIIe millénaire, et épuisée à ce jour. […] », Antoine Hébrard, page 5.

### Dernières éditions duWho’s Who in France
- Who’s Who in France: dictionnaire biographique de personnalités françaises vivant en France, dans les territoires d’Outre-Mer ou à l’étranger, et de personnalités étrangères résidant en France, 31e édition 2000 éditée en 1999, 1975 p., 31 cm  (ISBN 2-85784-037-3) (ISBN mentionné page 3).
- Who’s Who in France: dictionnaire biographique de personnalités françaises vivant en France, dans les territoires d’Outre-Mer ou à l’étranger, et de personnalités étrangères résidant en France, 32e édition 2000-2001 éditée en 2000, 1999 p., 31 cm  (ISBN 2-85784-037-3).
- Who’s Who in France: dictionnaire biographique de personnalités françaises vivant en France, dans les territoires d’Outre-Mer ou à l’étranger, et de personnalités étrangères résidant en France, 33e édition 2001-2002 éditée en 2001, 2061 p., 31 cm  (ISBN 2-85784-040-3).
- Who’s Who in France: dictionnaire biographique de personnalités françaises vivant en France, dans les territoires d’Outre-Mer ou à l’étranger, et de personnalités étrangères résidant en France, 35e édition 2003-2004 éditée en 2003, édition des 50 ans, 2171 pages, 31 cm  (ISBN 2-85784-042-X).
- Who’s Who in France: dictionnaire biographique de personnalités françaises vivant en France, dans les territoires d’Outre-Mer ou à l’étranger, et de personnalités étrangères résidant en France, 36e édition 2004-2005 éditée en 2004, 2291 pages, 31 cm  (ISBN 2-85784-043-8). La 36e édition est la première à comporter des photographies d’identité.
- Who’s Who in France: dictionnaire biographique de personnalités françaises vivant en France, dans les territoires d’Outre-Mer ou à l’étranger, et de personnalités étrangères résidant en France 2005-2006, 37e édition  éditée en 2005, 2351 pages, 31 cm  (ISBN 2-85784-045-4).
- Who’s Who in France: dictionnaire biographique de personnalités françaises vivant en France et à l’étranger, et de personnalités étrangères résidant en France, 39e édition pour 2008 éditée en 2007, 2447 p., 31 cm  (ISBN 978-2-85784-048-0)
- Who’s Who in France: dictionnaire biographique de personnalités françaises vivant en France et à l’étranger, et de personnalités étrangères résidant en France, 40e édition pour 2009 éditée en 2008, 2409 p.  (ISBN 978-2-85784-049-7)[38].
- Who’s Who in France: dictionnaire biographique de personnalités françaises vivant en France et à l’étranger, et de personnalités étrangères résidant en France, 41e édition pour 2010 éditée en 2009, 2415 p.  (ISBN 978-2-85784-050-3)[39].
- Who’s Who in France: dictionnaire biographique de personnalités françaises vivant en France et à l’étranger, et de personnalités étrangères résidant en France, 42e édition pour 2011 éditée en 2010, 2270 p., 31 cm  (ISBN 978-2-85784-051-0)[40],[41]
- Who’s Who in France: dictionnaire biographique de personnalités françaises vivant en France et à l’étranger, et de personnalités étrangères résidant en France, 43e édition pour 2012 éditée en 2011, 2307 p., 31 cm  (ISBN 978-2-85784-052-7)[42].
- Who’s Who in France: dictionnaire biographique de personnalités françaises vivant en France et à l’étranger, et de personnalités étrangères résidant en France, 44e édition pour 2013 éditée en 2012, 2371 p., 31 cm  (ISBN 978-2-85784-053-4)[43],[44].
- Who’s Who in France: dictionnaire biographique de personnalités françaises vivant en France et à l’étranger, et de personnalités étrangères résidant en France, 45e édition pour 2014 éditée en 2013, édition des 60 ans, 2419 p., 31 cm  (ISBN 978-2-85784-055-8)
- Who’s Who in France: dictionnaire biographique de personnalités françaises vivant en France et à l’étranger, et de personnalités étrangères résidant en France, 46e édition pour 2015 éditée en 2014, 2435 p., 31 cm  (ISBN 978-2-85784-056-5)
- Who’s Who in France: dictionnaire biographique de personnalités françaises vivant en France et à l’étranger, et de personnalités étrangères résidant en France, 47e édition pour 2016 éditée en 2015, 2416 p., 31 cm  (ISBN 978-2-85784-057-2)[45]
- Who’s Who in France: dictionnaire biographique de personnalités françaises vivant en France et à l’étranger, et de personnalités étrangères résidant en France, 48e édition pour 2017 éditée en 2016, 2367 p., 31 cm  (ISBN 978-2-85784-058-9)[46].
- Who’s Who in France: dictionnaire biographique de personnalités françaises vivant en France et à l’étranger, et de personnalités étrangères résidant en France, 49e édition pour 2018 éditée en 2017, 2395 p., 31 cm  (ISBN 978-2-85784-059-6)
- Who’s Who in France : dictionnaire biographique de personnalités françaises vivant en France et à l’étranger, et de personnalités étrangères résidant en France, Levallois-Perret, éditions Lafitte-Hébrard, 2 novembre 2017, 49e éd., 2395 p., 30 × 21,5 cm (ISBN 978-2-85784-059-6 et 2857840594)  — édition 2018.
- Who’s Who in France : dictionnaire biographique de personnalités françaises vivant en France et à l’étranger, et de personnalités étrangères résidant en France, éditions Lafitte-Hébrard, octobre 2018, 50e éd., 2372 p., 30 × 21,5 cm  — édition 2019.
- Who’s Who in France : dictionnaire biographique de personnalités françaises vivant en France et à l’étranger, et de personnalités étrangères résidant en France, éditions Lafitte-Hébrard, octobre 2019, 51e éd., 2324 p., 30 × 22 cm  — édition 2020.
- Who’s Who in France : dictionnaire biographique de personnalités françaises vivant en France et à l’étranger, et de personnalités étrangères résidant en France, éditions Lafitte-Hébrard, novembre 2020, 52e éd., 2228 p., 30 × 22 cm  — édition 2021.
- Who’s Who in France : dictionnaire biographique de personnalités françaises vivant en France et à l’étranger, et de personnalités étrangères résidant en France, éditions Lafitte-Hébrard, novembre 2021, 53e éd., 2324 p., 30 × 22 cm  — édition 2022.
- Who’s Who in France : dictionnaire biographique de personnalités françaises vivant en France et à l’étranger, et de personnalités étrangères résidant en France, éditions Lafitte-Hébrard, novembre 2022, 54e éd., 2324 p., 30 × 22 cm  — édition 2023.